# Труби сталеві для газопроводів

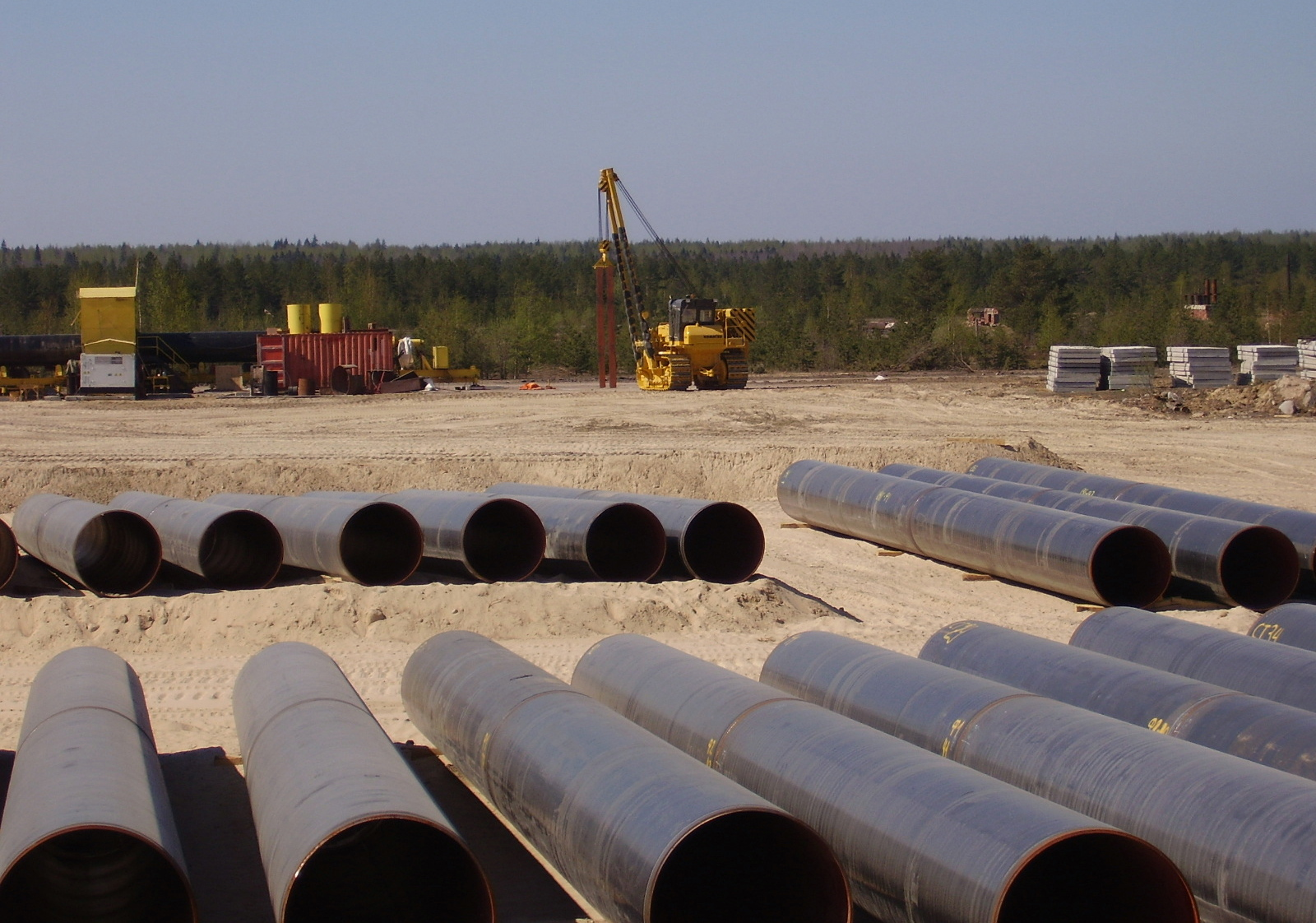

Труби сталеві для газопроводів (англ. steel pipes for gas pipelines; нім. Stahlrohre n pl für die Gasleitungen) — труби, вузли і з'єднання (з'єднувальні деталі), що застосовуються для магістральних газопроводів і газопроводів технологічної обв'язки компресорних станцій — КС, газорозподільних станцій — ГРС, підземних сховищ газу — ПСГ (газопроводи технологічного, паливного та імпульсного газу), а також для аварійного запасу. Вони повинні відповідати вимогам державних стандартів, технічних умов на їх виготовлення, державних будівельних норм (ДБН) та інших нормативних документів, затверджених у встановленому порядку. За способом виготовлення вони можуть бути безшовними й електрозварними. На об'єктах магістральних газопроводів застосовуються труби з маловуглецевих, спокійних низьколегованих та мікролегованих сталей у термічно обробленому або термомеханічно зміцненому стані. Безшовні труби великих діаметрів виготовляються гарячекатаними, а малих діаметрів — холоднотягнутими або холоднокатаними.